# Свети Петар Чврстец
Свети Петар Чврстец је насељено место у саставу општине Свети Иван Жабно у Копривничко-крижевачкој жупанији, Хрватска. До територијалне реорганизације у Хрватској налазио се у саставу бивше велике општине Крижевци.

## Становништво
На попису становништва 2011. године, Свети Петар Чврстец је имао 603 становника.

## Попис1991.
На попису становништва 1991. године, насељено место Свети Петар Чврстец је имало 956 становника, следећег националног састава:
| Попис 1991.‍  | Попис 1991.‍  | Попис 1991.‍ | Попис 1991.‍ | Попис 1991.‍ |
| ------------ | ------------ | ----------- | ----------- | ----------- |
|              |              |             |             |             |
| Хрвати       | Хрвати       |             | 945         | 98,84%      |
| Словенци     | Словенци     |             | 3           | 0,31%       |
| Срби         | Срби         |             | 1           | 0,10%       |
| неопредељени | неопредељени |             | 2           | 0,20%       |
| непознато    | непознато    |             | 5           | 0,52%       |
| укупно: 956  |              |             |             |             |